# ギュスターヴ＝アンリ・コラン
ギュスターヴ＝アンリ・コラン（Gustave-Henri Colin、1828年7月11日 - 1910年12月29日）は、フランスの画家である。

## 略歴
オー＝ド＝フランス地域圏のアラスで生まれた。アラスでコンスタン・デュティユーに学んだ後、パリに出て、アリ・シェフェール、トマ・クチュール、ジャン＝バティスト・カミーユ・コローに学んだ。1857年の祖母の肖像画でサロン・ド・パリに初めて出展した。
スペインとの国境に近いシブールを拠点に多くの風景画を描き、1862年にシブールの対岸の街、サン＝ジャン＝ド＝リュズに移りバスク地方の風景を描いた。

パリのアカデミー・ジュリアンの教授となり、1863年の「落選展」に出展し、1874年第1回印象派展の出展者の一人となり、5点の作品を出展した。サロン・ド・パリでは1880年と1889年、1900年に入選した。

## 作品

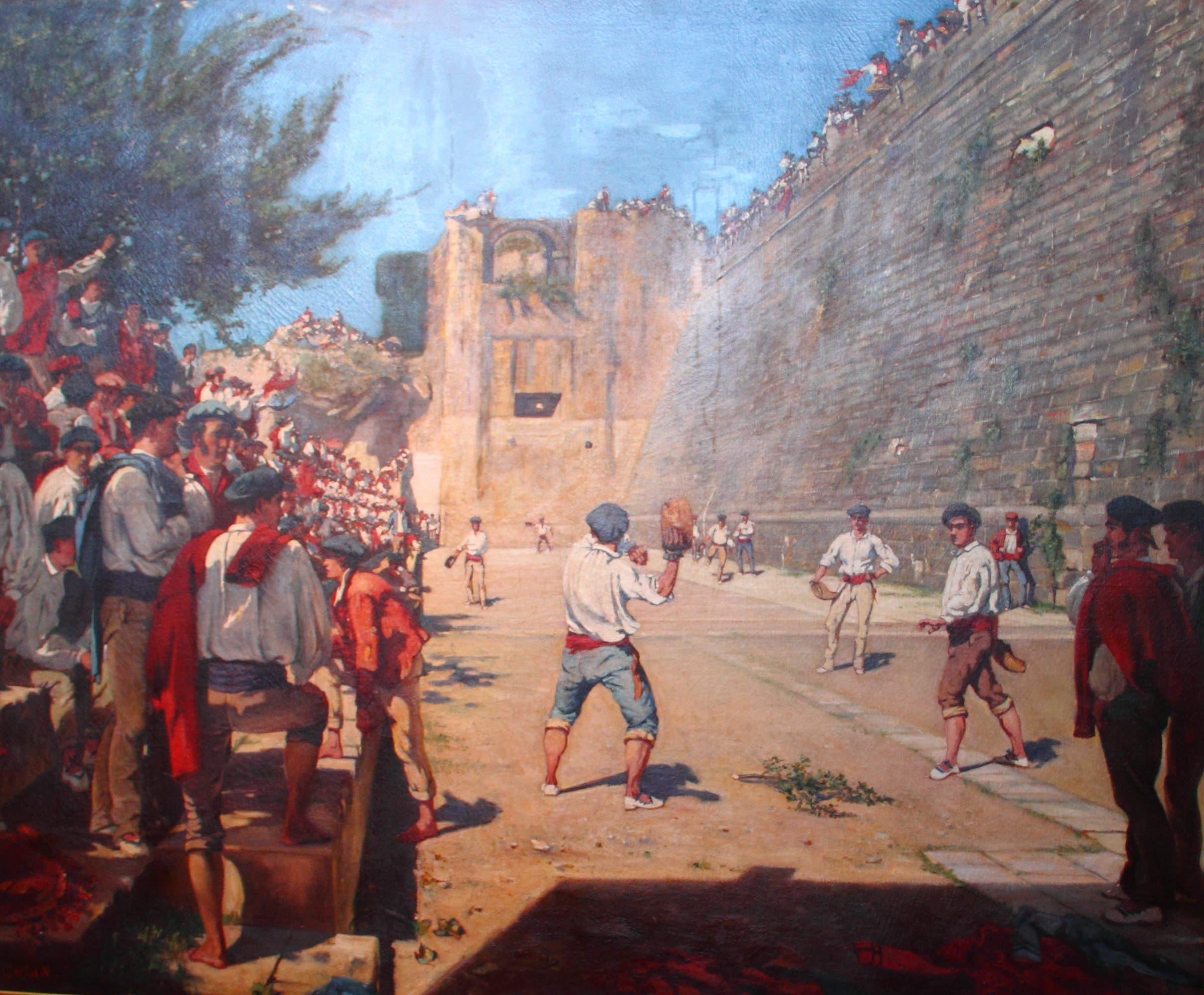
「オンダリビアのバスク・ペロタの試合」(1863)
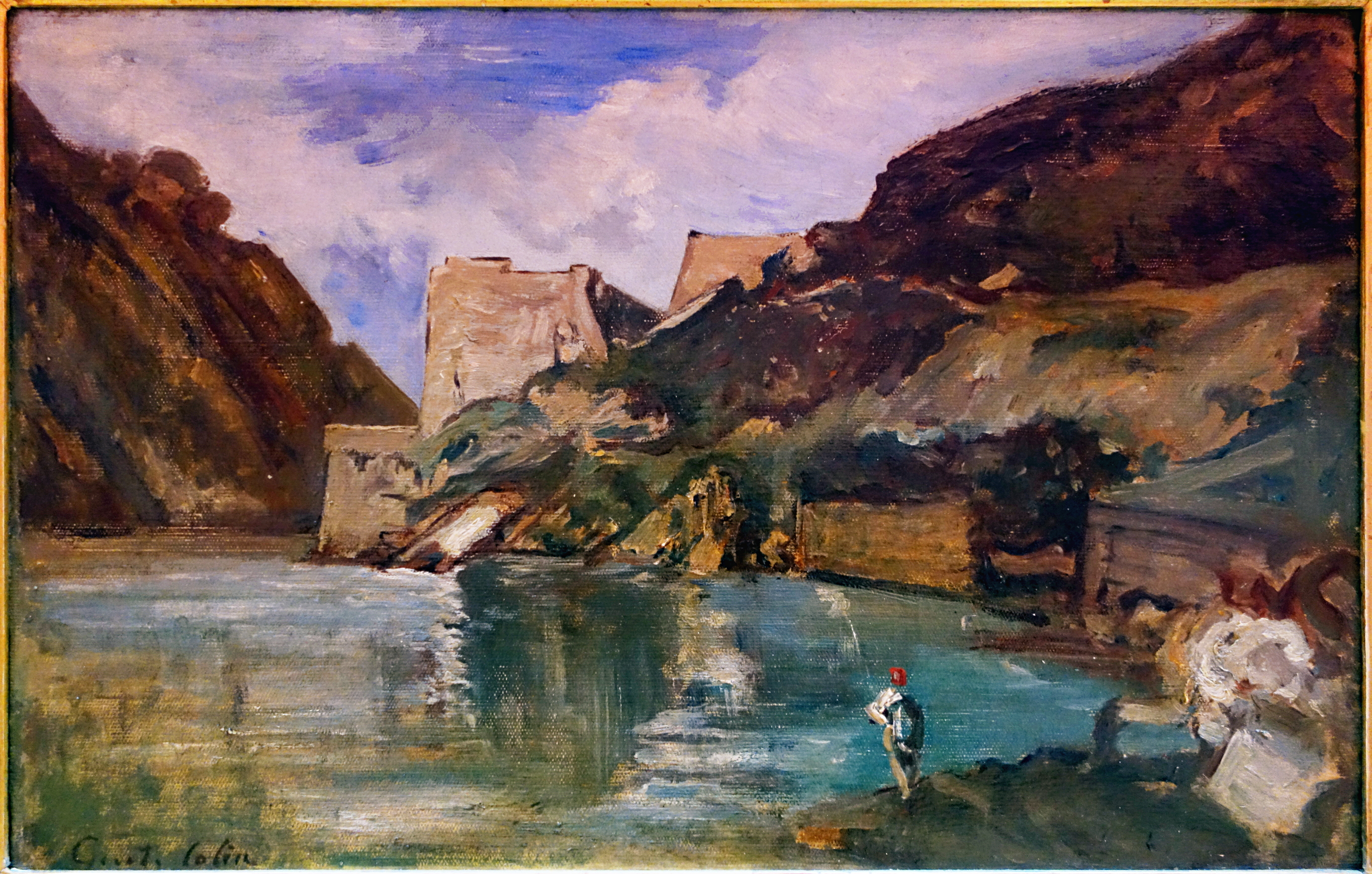
Le Castillo et le Goulet de Pasajès
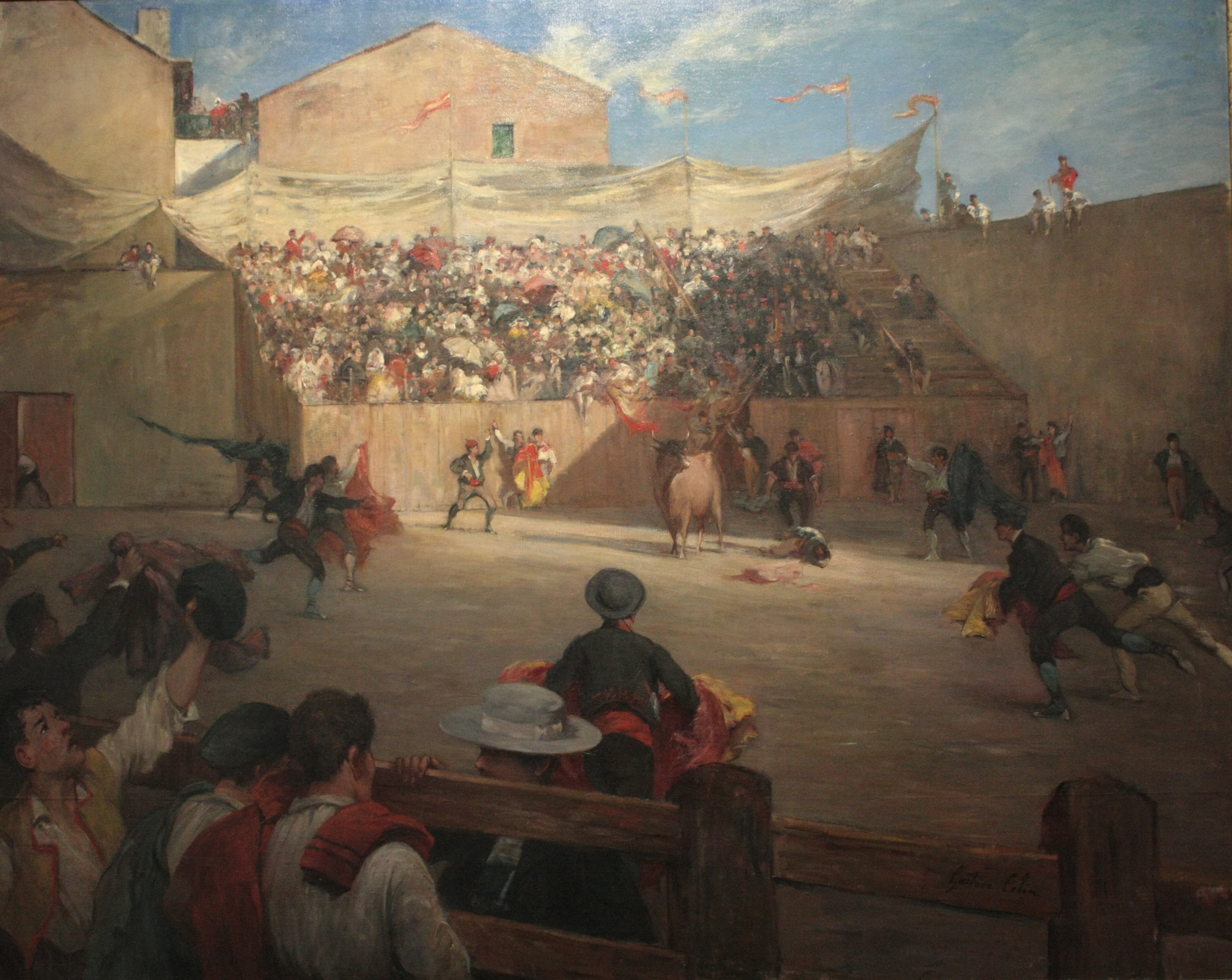
「ビスカヤの見習い闘牛士」